# Matteo Ceirano
Matteo Ceirano (1870, Cuneo – 19. března 1941, Turín) byl italský podnikatel, zakladatel několika firem, zabývajících se výrobou automobilů, z nichž nejúspěšnější byla značka Itala.

## Život
Nejstarší bratr Mattea, Giovanni Battista Ceirano, byl průkopník automobilismu a tak se Matteo s dalšími dvěma bratry Ernestem a Giovannim vyučil a poté i pracoval v jeho dílně, opravující a později vyrábějící jízdní kola a automobily. Jedním z mechaniků zde byl i mladý Vincenzo Lancia.
Od října roku 1898, kdy Giovanni Battista se společníky (Attilio Calligaris, Pietro Fenoglio, Emanuele di Bricherasio a Cesare Goria Gatti) založil firmu Ceirano & C., až do převzetí dílny firmou FIAT na jaře následujícího roku vyráběli automobil vlastní konstrukce s dvouválcovým motorem o objemu 663 cm³ a výkonem 3,5 k. Ten se za pomoci jejich patentů a dokumentace odkoupené Fiatem stal vzorem pro první osobní automobil Fiat 3,5HP. K Fiatu přešli všichni zaměstnanci, Giovanni Battista se stal generálním zástupcem pro prodej, avšak už v roce 1901 i s Matteem odešel a znovuobnovili společnost Fratteli Ceirano & C. Do roku 1903 vyráběli tři modely automobilů: dva s jednoválcovým motorem, typ 5 HP a 6/8 HP a typ 16 HP se čtyřválcovým motorem o objemu 4,5 l. V roce 1903 však Matteo z firmy vystoupil, přibral další společníky a založil novou společnost Ceirano Matteo & C. – Vetture Marca Itala. V září téhož roku firma změnila jméno ještě jednou na Itala Fabbrica Automobili.
Jejich první vůz s objemem motoru 14,8 litru zvítězil v závodě do vrchu, rok nato, 4. září 1905 zvítězil v Coppa Florio a o rok později i v prvním ročníku závodu Targa Florio. Vůz Itala s motorem o objemu téměř 7,5 litru řízený hrabětem Borghese v roce 1907 zvítězil v náročném, šedesát dnů trvajícím závodě Peking–Paříž.
Matteo s Michele Ansaldim v roce 1908 založil další firmu – Società Piemontese Automobili, ze které však Ansaldi odešel ještě před koncem první světové války.
Matteo firmu opustil až v roce 1918. Je pohřben na Cimitero monumentale v Turíně.